# Filip Kljajić
Filip Kljajić   (Belgrad, 16 d'agost de 1990) és un futbolista serbi.
Comença la seua carrera professional al FK Hajduk Beograd el 2008. Ha jugat als clubs Rad i Partizan.
Va debutar amb la selecció de Sèrbia el 2016.

## Estadístiques
| Selecció de Sèrbia | Selecció de Sèrbia | Selecció de Sèrbia |
| Anys               | Partits            | Gols               |
| ------------------ | ------------------ | ------------------ |
| 2016               | 1                  | 0                  |
| Total              | 1                  | 0                  |